# Haim Oron
Pour les articles homonymes, voir Oron.
Haim Oron dit "Jumes" (en hébreu : חיים "ג'ומס" אורון), né le 26 mars 1940, est un homme politique israélien de gauche. Parlementaire à la Knesset.

## Biographie
Oron est né à Giv'atayim et grandit à Ramat Gan. Ses parents émigrent de Pologne avant la Seconde Guerre mondiale. Son père est ouvrier dans le textile et sa mère femme au foyer. Son surnom, garçon est "Jamus" (buffle) et plus tard, «Jumes" (fruit de sycomore).
Oron sert dans la Force aérienne et spatiale israélienne. Après son passage dans l'armée, lui et son épouse Nili rejoignent le kibboutz Lahav, où il enseigne à l'école secondaire et travaille dans divers secteurs de l'économie du kibboutz (volailles, grandes cultures, usine de saucisses, usine de plastique). Il est membre du comité du kibboutz et secrétaire exécutif. En 1968, il devient secrétaire du mouvement Hashomer Hatzair.
Oron a cinq enfants - Irit, Uri, Yaniv, Assaf et Oded. Yaniv est mort dans un accident de tracteur à l'âge de 4 ans. Oron et sa femme continuent à vivre au kibboutz, et ses revenus en tant que membre de la Knesset et comme ministre vont dans le trésor collectif.
Oron est l'un des fondateurs de Peace Now en 1978. En 1988, il est élu à la Knesset. Dans le treizième Knesset, il est président du Comité d'éthique. À la quatorzième Knesset, il est le leader du Meretz.
En 1999, Oron est nommé ministre de l'Agriculture dans le gouvernement d'Ehud Barak. En 2000, il démissionne de la Knesset, mais il revient après les élections de 2003.
Quand Yossi Beilin démissionne comme chef du Meretz, Oron est élu président du parti. Il dirige la liste du parti aux élections de 2009, le 10 février, mais voit la partie réduit à seulement trois sièges. Le 14 février, 300 membres du Meretz signent une pétition exhortant Oron de démissionner, tandis qu'une seconde pétition signée par 400 autres membres du parti, dont Shulamit Aloni et Yossi Beilin, appelé de rester. Le lendemain, Oron dit qu'il a décidé de ne pas démissionner, en disant : « Pour moi, la responsabilité, c'est travailler à la réhabilitation de Meretz ». 
Au début de l'année 2011, Oron annonce qu'il quitterait la Knesset, il démissionne officiellement le 23 mars.